# Comuna de Chodzież
Chodzież (polaco: Gmina Chodzież) é uma gminy (comuna) na Polónia, na voivodia de Grande Polónia e no condado de Chodzieski. A sede do condado é a cidade de Chodzież.
De acordo com os censos de 2004, a comuna tem 5338 habitantes, com uma densidade 25,1 hab/km².

## Área
Estende-se por uma área de 212,74 km², incluindo:
- área agricola: 44%
- área florestal: 49%

## Demografia
Dados de 30 de Junho 2004:
|                      | Total   | Total | Mulheres | Mulheres | Homens  | Homens |
| -------------------- | ------- | ----- | -------- | -------- | ------- | ------ |
|                      | pessoas | %     | pessoas  | %        | pessoas | %      |
| População            | 5338    | 100   | 2677     | 50,1     | 2661    | 49,9   |
| Densidade (pop./km²) | 25,1    | 100   | 12,6     | 12,6     | 12,5    | 12,5   |

De acordo com dados de 2002, o rendimento médio per capita ascendia a 1381,65 zł.

## Subdivisões
- Konstantynowo, Milcz, Nietuszkowo, Oleśnica, Pietronki, Podanin, Rataje, Stróżewice, Stróżewo, Strzelce, Zacharzyn.

## Comunas vizinhas
- Budzyń, Chodzież, Czarnków, Kaczory, Margonin, Miasteczko Krajeńskie, Szamocin, Ujście